# Phố Hàng Gà

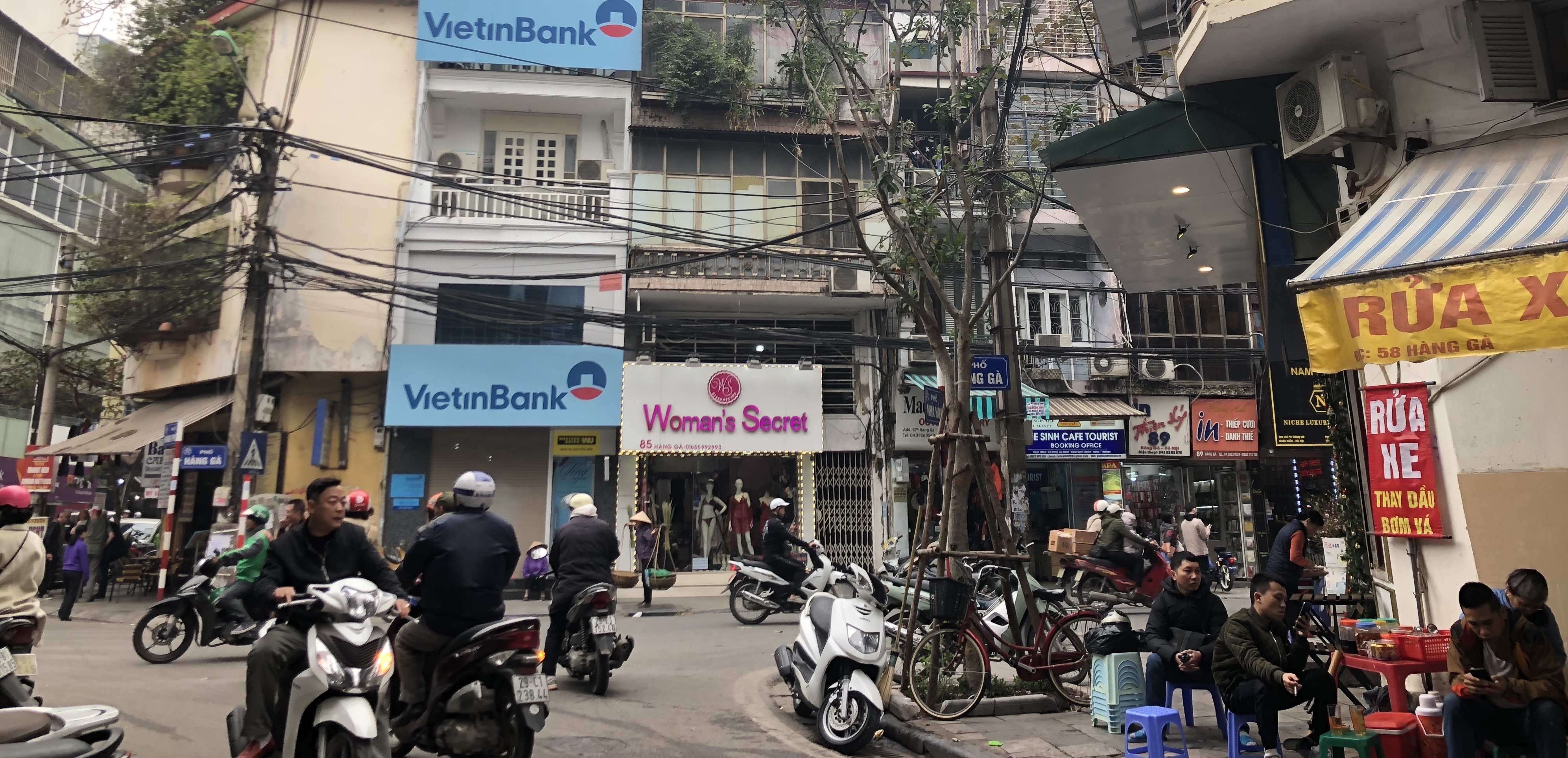
Góc phố Hàng Gà, Nhà Hỏa, Hàng Phèn ngày cuối đông

Hàng Gà là một phố thuộc quận Hoàn Kiếm, Hà Nội.

## Đặc điểm, vị trí
Phố Hàng Gà dài 228m, đi từ phố Hàng Mã tới phố Bát Đàn. Phố này nối với phố Hàng Điếu, cắt ngã tư Hàng Vải, ngã tư Hàng Phèn-Cửa Đông. Phố này còn sót lại những di tích như: đình thôn Tân Khai, chùa thôn Tân khai. Nó được xây vào năm 1822.

## Lịch sử
Phố này được xây dựng trên nền đất xưa của thôn Tân Lập-Tân Khai, tổng Tiền Túc, huyện Thọ Xương. Thời Pháp thuộc phố tên là Thiên Tân, đến năm 1945 được gọi là Hàng Gà. Tên Hàng gà rất đơn giản, vì xưa nơi đây đem nhiều gà vịt bán ở trước Đông Môn. Phố ngày nay thuộc phường Cửa Đông, quận Hoàn Kiếm.

## Các tuyến xe buýt chạy qua
- Tuyến 1, 36: hết phố.

## Các địa điểm nổi bật
- Đình thôn Tân Khai